# Susan Denberg
Susan Denberg (nacida Dietlinde Zechner; 2 de agosto de 1944) es una modelo y actriz germano-austríaca. Denberg apareció en el cine y en el teatro, conocida por Frankenstein Created Woman (1967) y otros papeles en la década de 1960.

## Primeros años
Denberg nació en Bad Polzin, Alemania (ahora Połczyn-Zdrój, Polonia) y se crio en Klagenfurt, Austria.

## Carrera
Zechner adoptó el nombre artístico de Susan Denberg. Se convirtió en bailarina de coro y en conejita de Playboy en 1966 (Miss August). Además, actuó en teatro y bailó en Londres y Las Vegas.
En 1966, apareció en el episodio de Star Trek "Mudd's Women" (1966). El papel más conocido de Denberg fue en la película de terror de Hammer, Frankenstein Created Woman (1967), junto a Peter Cushing. Sin embargo, la voz de Denberg en la película fue doblada, ya que su acento austriaco se consideraba demasiado fuerte.
Después de Frankenstein Created Woman, Denberg dejó Hollywood y regresó a Austria. A partir de entonces, durante muchos años, diversas fuentes informaron erróneamente de que había fallecido a finales de la década de 1960, ya fuera por accidente o por suicidio. En una entrevista publicada en la edición del 22 de julio de 1968 de la revista Midnight titulada "LSD Wrecked My Life", Denberg admitió que, desde su regreso a Austria, había caído en una vida de alcohol y drogas, incluido el LSD. Tras el nacimiento de su hijo en 1971, Denberg trabajó como camarera en topless en un cine para adultos en Viena y más tarde como bailarina en un club nocturno de Viena llamado Renz. También trabajó en Ginebra, Suiza.

## Vida personal
Denberg se casó con Anthony Scotti en Las Vegas (1965–1968). Tuvo un hijo, Wolfgang-Dieter, en 1971; el padre es de ascendencia yugoslava y es su segundo hijo. Ahora, como Dietlinde Scotti, reside en el décimo distrito de Viena, Austria.
Tras el nacimiento de su segunda hija, Margarethe, en 1976, se retiró del baile desnudo.

## Filmografía
| Año  | Título                        | Papel            | Notas                                     |
| ---- | ----------------------------- | ---------------- | ----------------------------------------- |
| 1966 | 12 O'Clock High               | Mitzi            | Episodio: "Back to the Drawing Board"     |
| 1966 | The Wackiest Ship in the Army | Maria            | Episodio: "My Island"                     |
| 1966 | An American Dream             | Ruta             | Película (aka "See You in Hell, Darling") |
| 1966 | Star Trek                     | Magda            | T1:E6, "Mudd's Women"                     |
| 1967 | Frankenstein Created Woman    | Christina Cleeve | película de Hammer                        |